# Dorfkirche Lichtenberg (Neuruppin)

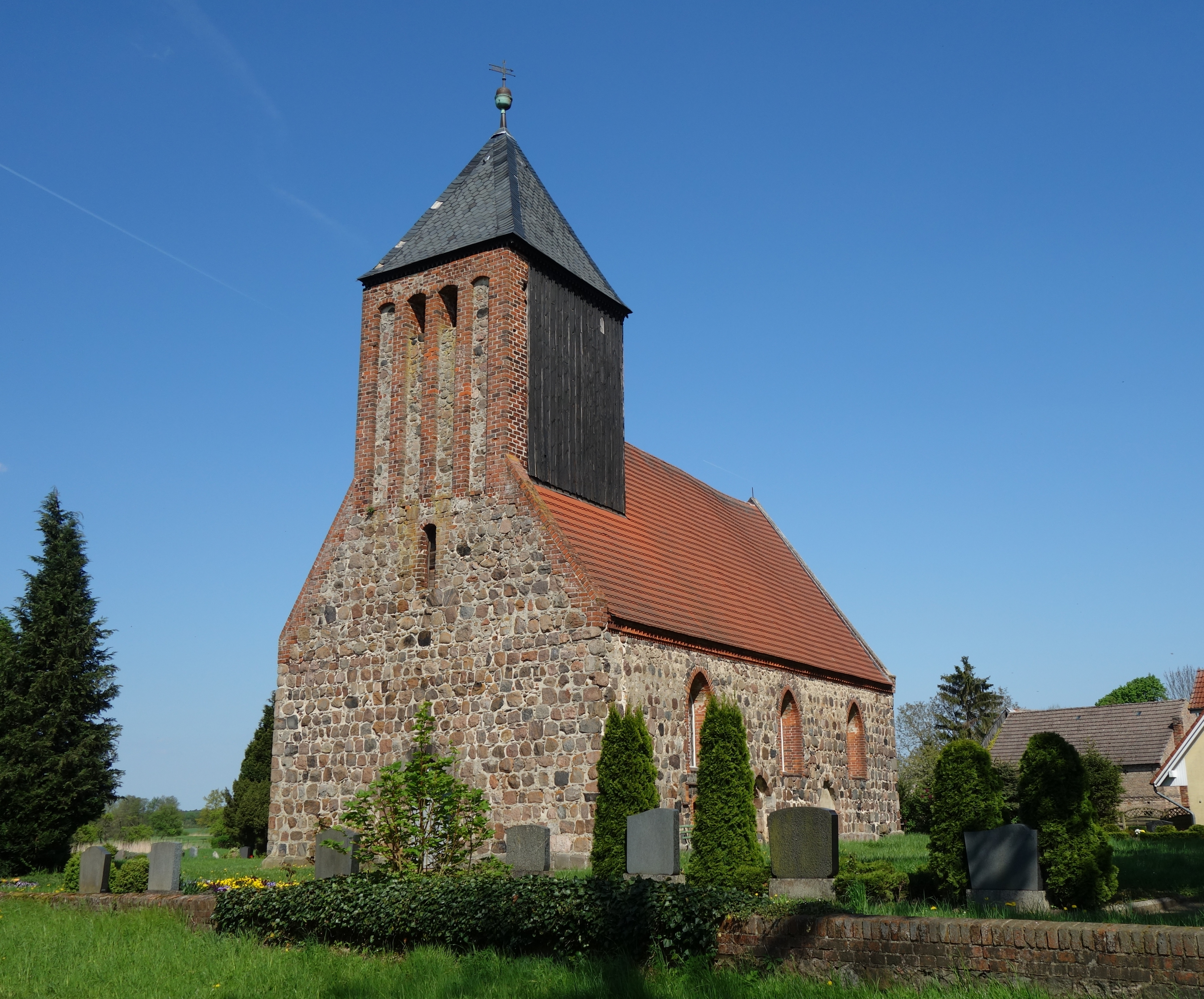
Südwestansicht mit Grabstätten auf Kirchhof, begrenzt durch Backsteinmauer

Die Dorfkirche Lichtenberg ist ein Kirchengebäude im Ortsteil Lichtenberg der Stadt Neuruppin im Landkreis Ostprignitz-Ruppin des deutschen Bundeslandes Brandenburg. Durch zwei Ausbauphasen – im Spätmittelalter und im 19. Jahrhundert – entstand ihr heutiges Aussehen.
Sie wird unter der Nummer 09170298 im Denkmalverzeichnis des Landes geführt. Die Kirche gehört zur Gesamtkirchengemeinde Protzen-Wustrau-Radensleben im Kirchenkreis Wittstock-Ruppin der Evangelischen Kirche Berlin-Brandenburg-schlesische Oberlausitz.

## Lage
Die Kirche befindet sich mittig im Dorf. Auf dem Kirchhof sind weiterhin mehrere Gräber (19./20. Jahrhundert), das Kriegerdenkmal für die Soldaten des Ersten Weltkriegs und eine Leichenhalle. Eine Ziegelsteinmauer umfasst den Kirchhof.

## Beschreibung

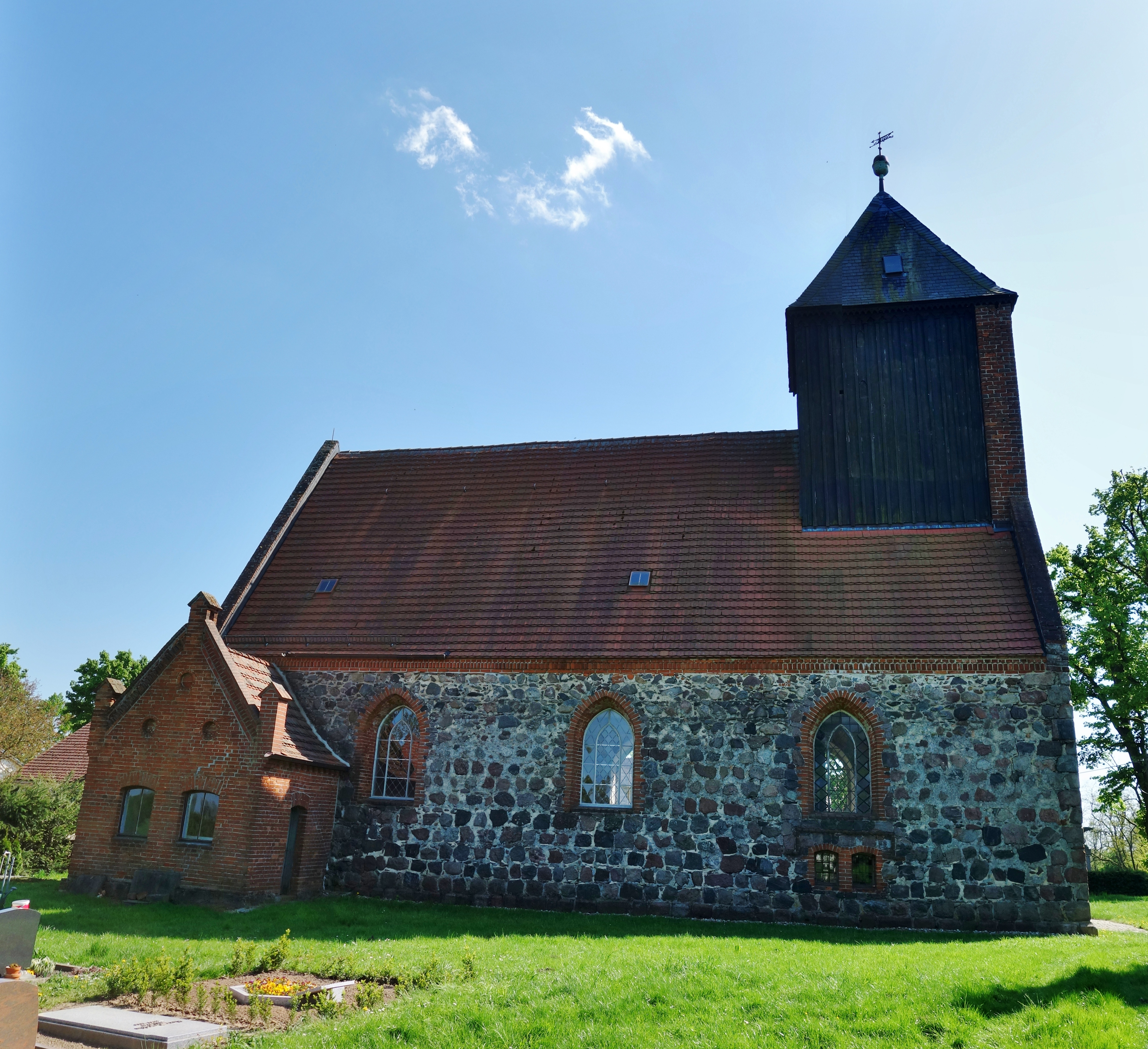
Nordseite mit Sakristei

Ursprünglich in der zweiten Hälfte des 13. Jahrhunderts erbaut, ist die Kirche ein Saalbau. Der eingebundene, verbretterte Turm trägt ein Pyramidendach, die Kirche hat ein Satteldach. Während der Originalbau aus Feldstein bestand, erhielt die Kirche Ergänzungen aus Backstein, so spätgotisch die Westwand des Turmes sowie den blendenverzierten Ostgiebel und im 19. Jahrhundert den neugotischen Sakristeianbau. Unter dem Turm findet sich der Eingang zur Kirche durch ein spitzbogiges Westportal mit gestufter Laibung. Zwei weitere Portale wurden mittlerweile vermauert. 1845/46 wurden die Fenster vergrößert und die Sakristei hinzugefügt.
Sie wird 1541 als Mutterkirche und ab 1828 als Tochterkirche von Karwe bezeichnet. Das Kirchenpatronat hatte zunächst das Zisterzienserinnenkloster in Lindow, später mit dem kurfürstlichen Amt in Alt Ruppin der Landesherr inne.
Mehrere Reparaturen wurden seit dem 19. Jahrhundert durchgeführt, so 1869, 1933, 1937 und 1967. Sie betreffen insbesondere Turm und Dach. Eine Restaurierung des Innenraums fand 1963 mit dem Einbau der Winterkirche unter der Westempore statt.
Im Jahr 2020 wurde auf dem Kirchhof eine Plastik in Form einer Bank aufgestellt. Das Werk des Künstlers Matthias Zágon Hohl-Stein, der selbst in Lichtenberg lebt, trägt den Namen „Elf Kirchen“ und stellt namensgebend die elf Kirchen der Gesamtkirchengemeinde Protzen-Wustrau-Radensleben dar. Die Bank besteht aus rund 600 Kilogramm Cortenstahl und ist drehbar.

## Ausstattung
Das zweigeschossige Altarretabel stammt aus der zweiten Hälfte des 17. Jahrhunderts und zeigt auf zwei Ölgemälden das Abendmahl (unten) und die Kreuzigung Jesu (oben). Die Darstellungen sind flankiert von gewundenen Säulenpaaren und Schweifwerkwangen. Beim Umbau 1846 wurden die Empore und das Gestühl eingebaut.
Zum Inventar gehören noch: ein Kruzifix (19. Jahrhundert), zwei Zinnleuchter (1641) und eine Sakramentsnische. Darüber hinaus verfügt die Kirche über eine einfache Holztaufe, die durch eine Inschrift auf das Jahr 1651 weist. Der Unterbau des heutigen Taufbeckens wurde dagegen erst 1961 oder 1963 ergänzt. Die Taufe stand ehemals in der Dabergotzer Kirche.
An der Westempore befand sich der Orgelprospekt aus dem Jahr 1862, wahrscheinlich von Friedrich Hermann Lütkemüller aus Wittstock. Die anderen Teile der Orgel (Mechanische Schleiflade, 7 I/P) stammen von Albert Hollenbach. Nach Abgabe der Pfeifen während des Ersten Weltkriegs 1917, wurden sie später durch zinnerne Exemplare ersetzt. Seit 2003 ist sie auf dem Dachboden eingelagert.
Als eigene denkmalgeschützte Teilobjekte besitzt die Kirche mehrere Glocken. Die älteste von diesen aus dem Jahr 1779 vom Glockengießer Johann Friedrich Thiele wird bis heute genutzt – im Gegensatz zu den zwei jüngeren und größeren Glocken von 1927.

## Nutzung
Die Kirche gehört zum Pfarrbereich der Gesamtkirchengemeinde Protzen-Wustrau-Radensleben (PROWURA) im Kirchenkreis Wittstock-Ruppin der Evangelischen Kirche Berlin-Brandenburg-schlesische Oberlausitz (EKBO).

## Galerie

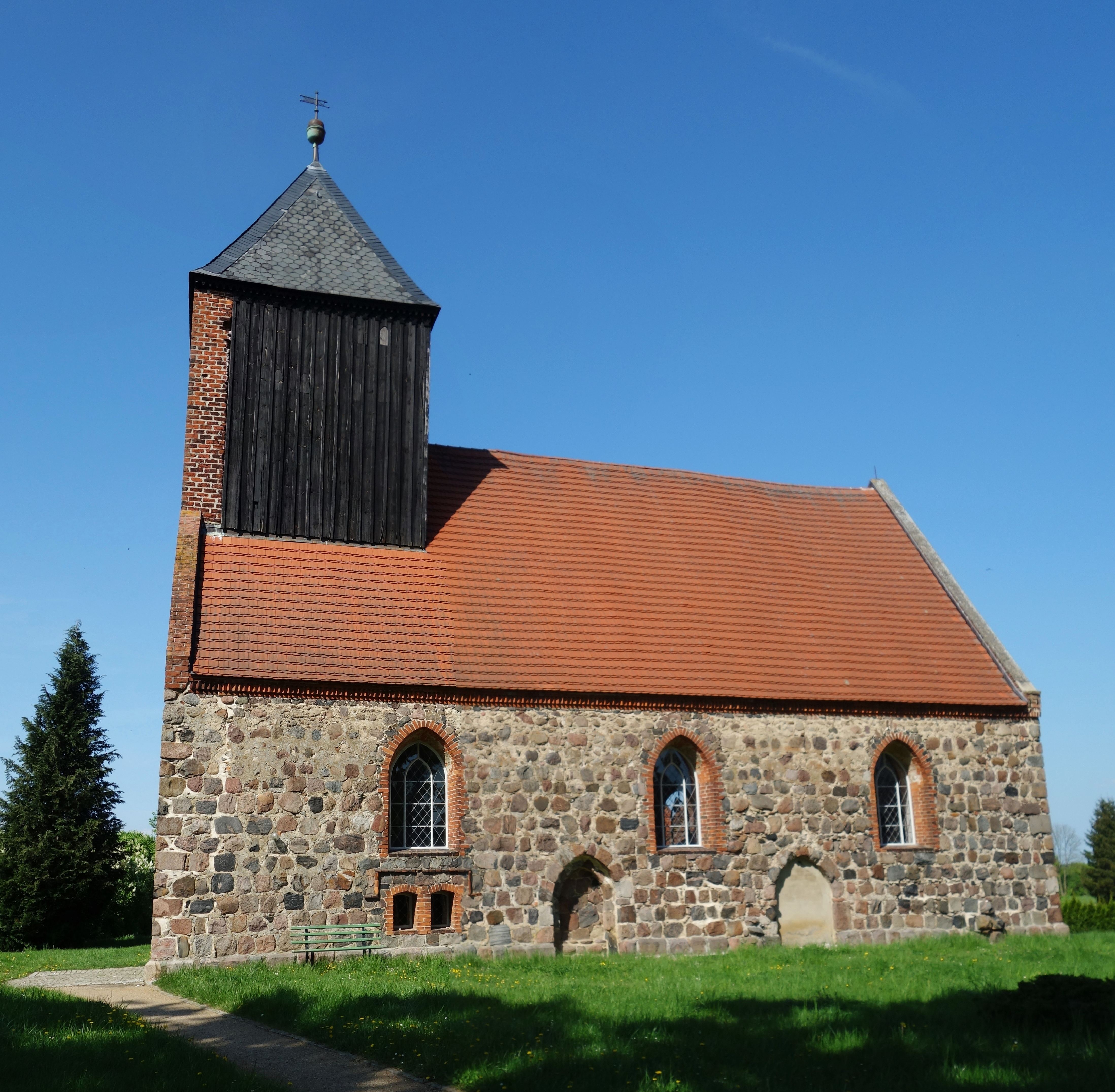
Südfassade
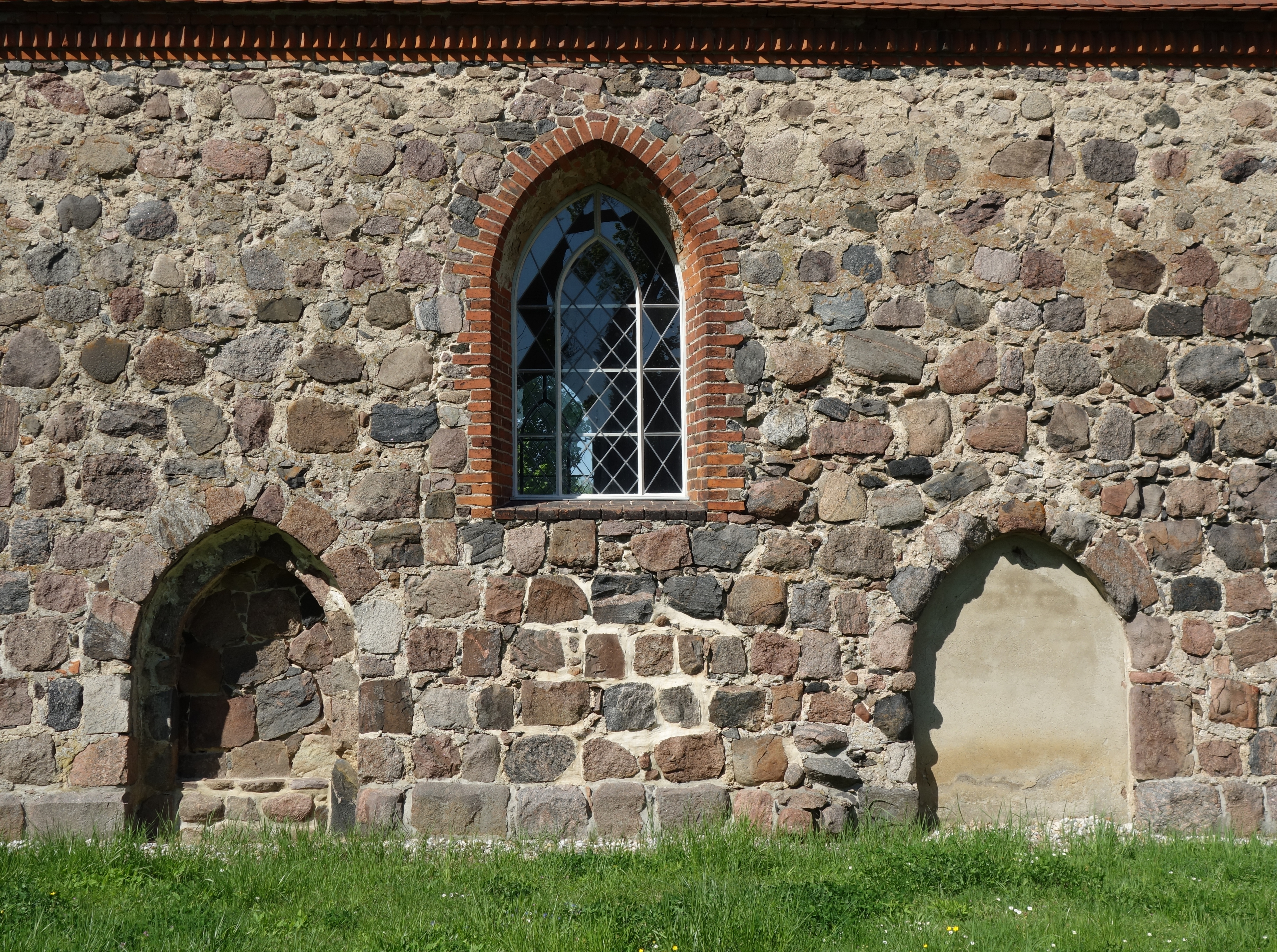
Zugesetzte Portale an der Südseite
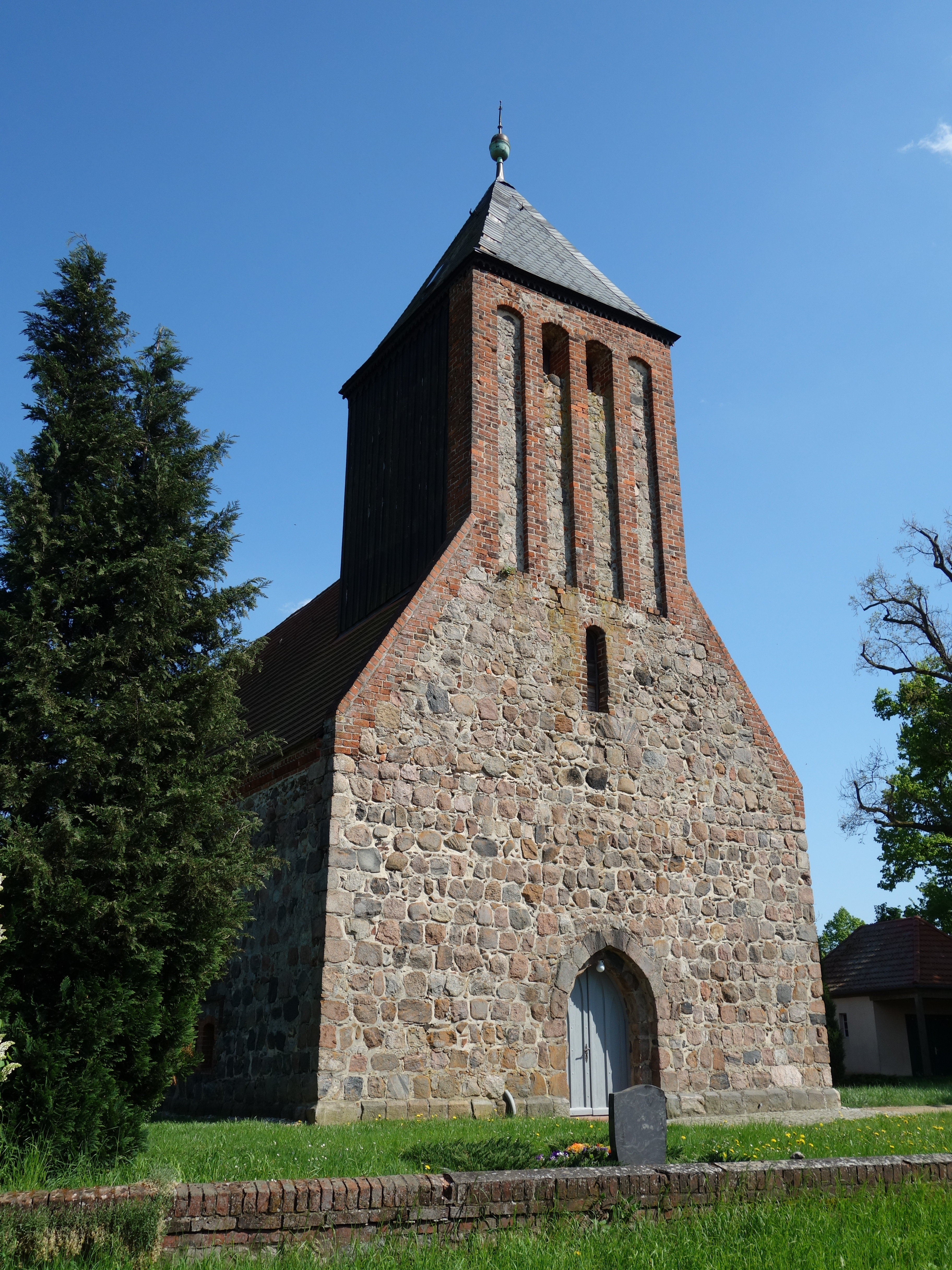
Blick von Nordwesten auf den Turm
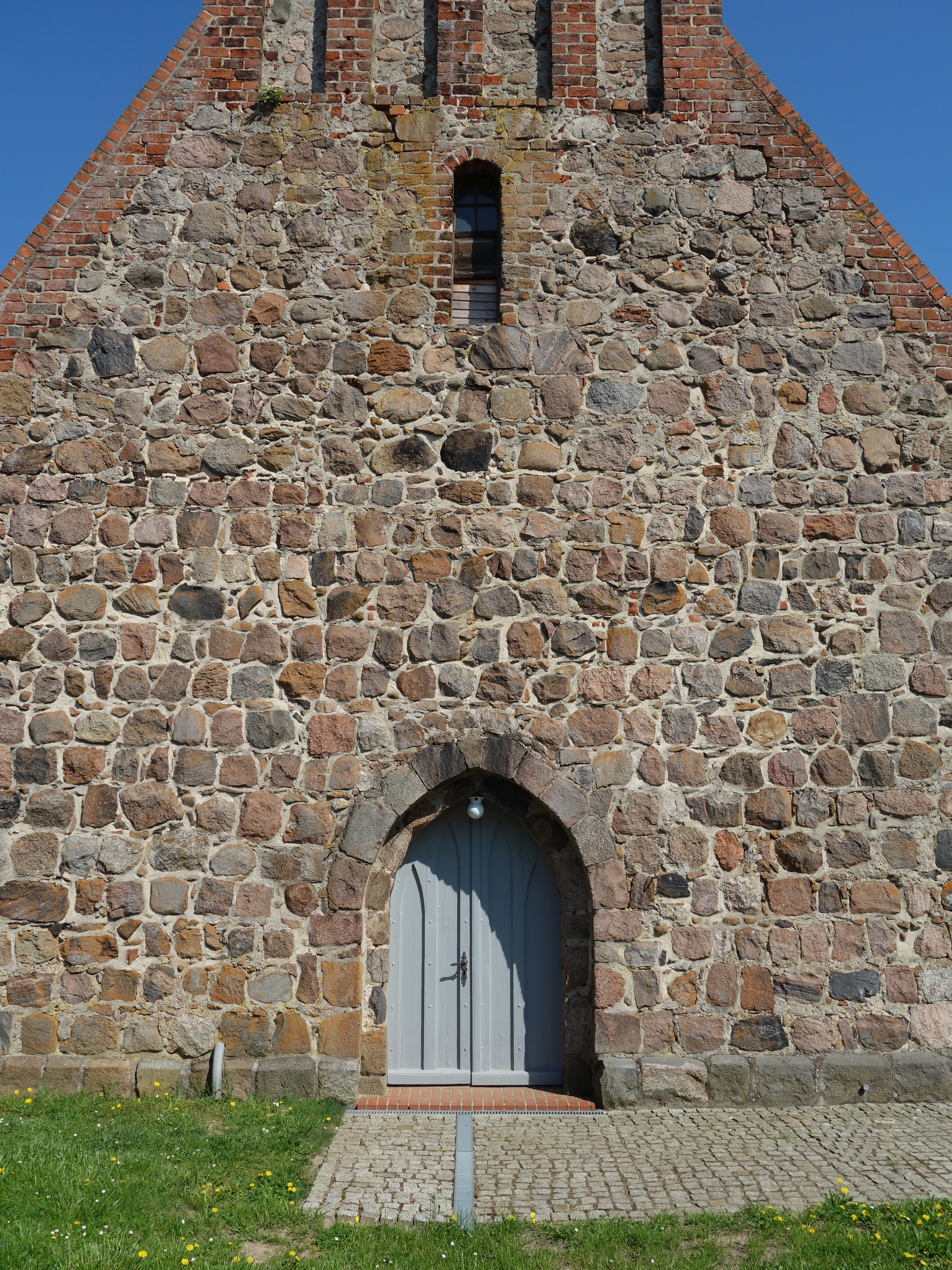
Westseite mit Eingangsportal